# Furkan Ünver
Furkan Emre Ünver (* 30. Januar 1997 in Gemlik) ist ein türkischer Fußballspieler.

## Karriere

### Verein
Ünver begann mit dem Vereinsfußball 2007 in der Jugendabteilung von İznikspor und wechselte von hier 2009 in den Nachwuchs von Bursaspor. Im Januar 2015 erhielt er bei diesem Klub zwar einen Profivertrag, spielte aber das nächste Jahr für die Reservemannschaft des Klubs. Zur Rückrunde der Saison 2015/16 wurde er vom Cheftrainer Hamza Hamzaoğlu mit anderen Nachwuchsspielern neben den Einsätzen bei der Reservemannschaft auch am Training der Profimannschaft beteiligt und in den Kader von Pokal- und Erstligaspielen aufgenommen. Am 20. Januar 2016 gab er in der Pokalbegegnung gegen Büyükçekmece Tepecikspor sein Profidebüt und in der Erstligabegegnung vom 18. Mai 2016 gegen Mersin İdman Yurdu sein Ligadebüt. In dieser Saison holte er auch mit der Reservemannschaft Bursaspors, mit der Bursaspor U-21, auch die Meisterschaft der Reservemannschaften. Für die Saison 2016/17 wurde er mit dem Viertligisten Yeşil Bursa SK an den Zweitverein von Bursaspor ausgeliehen.

### Nationalmannschaft
Ünver begann seine Nationalmannschaftskarriere 2012 mit einem Einsatz für die türkische U-16-Nationalmannschaft. Mit dieser Auswahl nahm er 2013 an dem Turnier von Montaigu teil und wurde Turniersieger. Im gleichen Jahr beendete er mit der türkischen U-16 auch das  Wiktor-Bannikow-Gedächtnisturnier als Sieger. Zuvor nahm er im Frühjahr 2013 als Gastgeber am Ägäis-Pokal teil und wurde hinter der französischen U-16-Nationalmannschaft Turnierzweiter. Im Juni 2013 wurde Ünver mit der türkischen U-16 Kaspischer Pokalsieger.
Nachdem Ünver im August 2013 sein Debüt für die türkischen U-17-Nationalmannschaft gegeben hatte, absolvierte er bis zum Mai 2014 zehn Spiele. Mit der U-17 nahm er an der U-17-Fußball-Europameisterschaft 2014 teil, schied aber mit ihr bereits in der Gruppenphase aus.
Im Frühjahr 2014 nahm er mit der türkischen U-18-Nationalmannschaft am Valentin-Granatkin-Memorial-Turnier teil und wurde mit ihr Turniervierter.

## Erfolge
Mit Bursaspor U-21 (Reservemannschaft)
- Meister der U-21 Ligi Süper Lig: 2015/16

Mit der türkischen U-16-Nationalmannschaft
- Zweiter im Ägäis-Pokal: 2013
- Sieger im Turnier von Montaigu: 2013
- Sieger im Wiktor-Bannikow-Gedächtnisturnier: 2013
- Kaspischer Pokalsieger: 2013

Mit der türkischen U-17-Nationalmannschaft
- Teilnehmer der U-17-Europameisterschaft: 2014
- Sieger im La Manga Tournament: 2014[1]

Mit der türkischen U-18-Nationalmannschaft
- Vierter im Valentin-Granatkin-Memorial-Turnier: 2014